# Меррімак (Вірджинія)
Меррімак (англ. Merrimac) — переписна місцевість (CDP) в США, в окрузі Монтгомері штату Вірджинія. Населення — 2858 осіб (2020).

## Географія
Меррімак розташований за координатами 37°11′29″ пн. ш. 80°25′11″ зх. д. / 37.19139° пн. ш. 80.41972° зх. д. (37.191379, -80.419838).  За даними Бюро перепису населення США в 2010 році переписна місцевість мала площу 4,30 км², з яких 4,29 км² — суходіл та 0,01 км² — водойми.

## Демографія
Згідно з переписом 2010 року, у переписній місцевості мешкали 2133 особи в 1028 домогосподарствах у складі 426 родин. Густота населення становила 496 осіб/км².  Було 1142 помешкання (266/км²).
Расовий склад населення:
| - 89,4 % — білих - 5,2 % — чорних або афроамериканців - 1,3 % — азіатів - 0,4 % — корінних американців - 2,1 % — осіб інших рас |

До двох чи більше рас належало 1,6 %. Частка іспаномовних становила 4,8 % від усіх жителів.
За віковим діапазоном населення розподілялося таким чином: 17,2 % — особи молодші 18 років, 52,0 % — особи у віці 18—64 років, 30,8 % — особи у віці 65 років та старші. Медіана віку мешканця становила 46,0 року. На 100 осіб жіночої статі у переписній місцевості припадало 77,8 чоловіків;  на 100 жінок у віці від 18 років та старших — 74,2 чоловіків також старших 18 років.
Середній дохід на одне домашнє господарство  становив 45 223 долари США (медіана — 24 583), а середній дохід на одну сім'ю — 50 256 доларів (медіана — 38 536). Медіана доходів становила 26 094 долари для чоловіків та 22 500 доларів для жінок. За межею бідності перебувало 32,7 % осіб, у тому числі 50,0 % дітей у віці до 18 років та 13,7 % осіб у віці 65 років та старших.
Цивільне працевлаштоване населення становило 698 осіб. Основні галузі зайнятості: освіта, охорона здоров'я та соціальна допомога — 20,6 %, виробництво — 16,6 %, інформація — 13,5 %, роздрібна торгівля — 12,2 %.